# Kråmö naturreservat
Kråmö är ett naturreservat i Trosa kommun i Södermanlands län.
Området är naturskyddat sedan 1972 och är 246 hektar stort. Reservatet omfattar Kråmö med kring öar och vatten och består främst av gammal hällmarkstallskog. 